# Teleamiga
Teleamiga es un canal de televisión por suscripción colombiano de educación y cultura con soportes en la filosofía católica. Es propiedad de la Universidad La Gran Colombia y operado por la Fundación Ictus. Cuenta con su respectiva licencia adjudicada por la Autoridad Nacional de Televisión.

## Historia
Durante la década de los noventa, José Galat, rector de la Universidad La Gran Colombia y Diego Arango, tuvieron la idea de crear un canal católico de televisión con programación basada en valores.
En la actualidad tiene acuerdos con Radio María Colombia y la Familia Mundial de Radio María para la emisión de programación de índole católico y religioso.

## Misión
Teleamiga es un canal de televisión educativo y cultural, de variedades temáticas que se soporta en la filosofía cristiana en el ámbito católico, creado para comunicar valores a través de la gestión práctica y mejoramiento permanente de la persona humana y la sociedad, para hacer de Colombia, Latinoamérica y el mundo una civilización en paz, más humana y cristiana, utilizando los medios, la tecnología y el talento humano.

## Visión
Ser el principal canal de valores para el año 2025 en Colombia y en Latinoamérica que aporte una comunicación constructiva a la familia y la sociedad. 

## Filosofía
Teleamiga tiene como objetivo contribuir por medio de la comunicación masiva a la construcción de un país mejor y una civilización más humana, de ahí que toda su programación está diseñada para contribuir con los valores integrales de vida, aspecto que nos ha dado una identidad muy clara y positiva ante el televidente, alcanzando un alto grado de aceptación y fidelidad de la teleaudiencia, con índices de crecimiento positivo.

## Directores
- Jose Galat (2001-2016)
- Diego Arango (2001-2016)
- Marco Tulio Calderón Peñaloza (2016-presente)